# 단재 신채호 선생 생가지
단재 신채호 선생 생가지(丹齋 申采浩 先生 生家址)는 대전광역시 중구 어남동에 있는 단재 신채호(1880∼1936) 선생의 생가이다. 1991년 7월 10일 대전광역시의 기념물 제26호로 지정되었다.

## 개요
단재 신채호(1880∼1936) 선생의 생가이다.
신채호는 한말 일제강점기에 역사가, 언론인, 독립운동가로서 활동했으며 26세가 되던 해에 성균관 박사가 되었으나 관직에 나아갈 뜻을 버리고 황성신문 기자가 되었다. 1905년 황성신문이 폐간되자, 그 이듬해 대한매일신보의 주필로 초빙되어 당당한 시론을 써 민중을 계몽하고 정부를 편달하였다. 한일합방이 되던 1910년 4월 망명길에 올라 블라디보스톡에서 신민회 회원들과 함께 독립운동을 전개하였다. 1919년 3·1운동 직후 임시정부가 수립되자, 그는 이승만 대통령의 위임통치에 반대하였다. 1923년 의열단의 이념과 운동방향을 천명한 「조선혁명선언」은 항일민족 운동사상 가장 강건하고 웅장하면서 정교하게 독립운동의 이론과 방향을 제시한 문서로 손꼽힌다. 선생은 1928년 대만에서 일본 경찰에 체포되어 여순 감옥에 수감되어 복역하던 중 뇌일혈로 순국하였다.
1992년 여름, 선생의 생가를 발굴 조사하고 주민들의 고증을 토대로 선생의 생가를 복원하였다.

## 같이 보기
- 신채호

## 참고 자료
- 단재신채호선생생가지 - 국가유산청 국가유산포털